# Fernanda Bullano
Ferdinanda "Fernanda" Battistina Matilde Bullano, in Dobile (Torino, 26 settembre 1914 – Torino, 16 novembre 2003), è stata una velocista italiana.

## Biografia
Nata nel 1914 a Torino, fu sei volte campionessa italiana: nel 1934 e 1935 nei 100 m con i tempi rispettivamente di 13"5 e 12"8, suo record personale, nel 1937 nei 200 m in 26"5 e nel 1935, 1936 e 1939 nella staffetta 4×100 m con la Venchi Unica di Torino, con i crono di 53"0, 51"8 e 50"0, insieme a Leandrina Bulzacchi e Pierina Borsani (nel 1935 e 1936), Livia Michiels (nel 1935 e 1939), Claudia Testoni (nel 1936 e 1939) e Italia Lucchini (nel 1939). 
A 21 anni partecipò ai Giochi olimpici di Berlino 1936, nella staffetta 4×100 m con Lidia Bongiovanni, Claudia Testoni e Ondina Valla, passando la sua batteria con il terzo tempo, 48"6 e arrivando quarta in finale in 48"7.
Morì a 89 anni, nel 2003.

## Palmarès
| Anno | Manifestazione  | Sede    | Evento            | Risultato | Prestazione | Note |
| ---- | --------------- | ------- | ----------------- | --------- | ----------- | ---- |
| 1936 | Giochi olimpici | Berlino | Staffetta 4×100 m | 4ª        | 48"7        |      |

## Campionati nazionali
- 3 volte campionessa nazionale nella staffetta 4×100 m (1935, 1936, 1939)
- 2 volte campionessa nazionale nei 100 m piani (1934, 1935)
- 1 volta campionessa nazionale nei 200 m piani (1937)

1933
- Bronzo ai campionati italiani assoluti, 100 m piani
- Argento ai campionati italiani assoluti, salto in lungo - 4,46 m

1934
- Oro ai Campionati nazionali italiani, 100 m piani - 13"5
- Argento ai campionati italiani assoluti, salto in lungo - 4,63 m

1935
- Oro ai Campionati nazionali italiani, 100 m piani - 12"8
- Oro ai Campionati nazionali italiani, staffetta 4×100 m - 53"0
- Bronzo ai campionati italiani assoluti, salto in lungo - 4,75 m

1936
- Oro ai Campionati nazionali italiani, staffetta 4×100 m - 51"8
- Bronzo ai campionati italiani assoluti, 100 m piani - 13"2

1937
- Oro ai Campionati nazionali italiani, 200 m piani - 26"5

1939
- Oro ai Campionati nazionali italiani, staffetta 4×100 m - 50"0